# Digital object identifier
Elektronische boeken of artikelen van wetenschappelijke uitgevers bevatten gewoonlijk een digital object identifier (of kortweg DOI). Een DOI is een uniek blijvend identificatiemiddel (permalink) voor een bestand op het world wide web. Zelfs als het internetadres verandert, zal het bestand teruggevonden kunnen worden dankzij een systeem waar dit nummer centraal in een database opgeslagen wordt, en waarbij de gebruiker doorverwezen wordt naar de huidige locatie van het bestand.
Het systeem werd ontworpen door de Association of American Publishers in samenwerking met de Corporation for National Research Initiatives en wordt nu beheerd door de International DOI Foundation.
Een voorbeeld van een digital object identifier is 10.1006/jmbi.1998.2354.
Hier staat "10.1006" voor de uitgever, en de letters en cijfers na de schuine streep (/) staan voor de naam van het tijdschrift of het boek, eventueel met de jaargang- en het artikelnummer of het hoofdstuk. Verwijzen naar dit document kan met de volgende URL: https://doi.org/10.1006/jmbi.1998.2354.
Het voordeel van dit systeem is dat bij wijzigen van de locatie van bestanden de kruisverwijzingen in andere bestanden niet gewijzigd hoeven te worden. Het volstaat de centrale database aan te passen, zodat die kan doorverwijzen naar de nieuwe locaties.
DOI is door ISO op standaard ISO 26324 vastgelegd.